# Jascha Rust

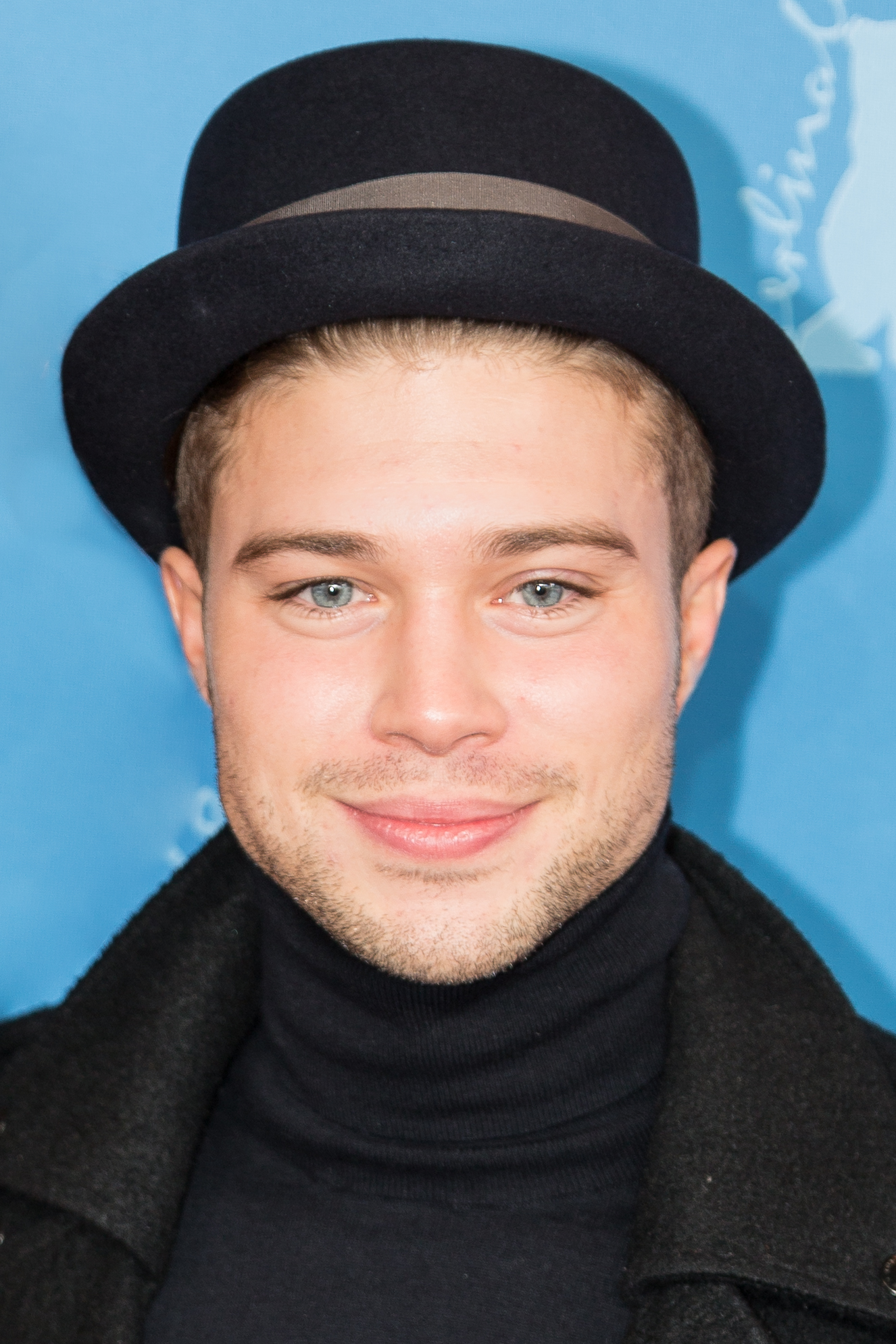
Jascha Rust auf der Berlinale 2017

Jascha Rust (* 29. Oktober 1990 in Berlin) ist ein deutscher Schauspieler.

## Leben
Rust machte während seiner Schulzeit erste schauspielerische Erfahrungen im Wahlfach „Darstellende Kunst“. 2009 bewarb er sich bei der Grundy UFA TV Produktions GmbH als Schauspieler für eine Rolle in der RTL-Seifenoper Gute Zeiten, schlechte Zeiten. Er absolvierte daraufhin zunächst ein Casting-Verfahren und später ein erfolgreiches Vorsprechen. Rust hatte anschließend aufgrund der Dreharbeiten seinen Schulabschluss vorerst ausgesetzt; er stand zu Beginn der Dreharbeiten in den Vorbereitungen für sein Abitur.
Ab der 4697. Folge, die im März 2011 ausgestrahlt wurde, war er in der Serie Gute Zeiten, schlechte Zeiten in der Rolle des US-amerikanischen Austauschschülers und Sonnyboys Zacharias Benedikt „Zac“ Klingenthal zu sehen. Er verkörperte den Sohn eines erfolgreichen Architekten und gehörte zur Hauptbesetzung der Serie. Seine Rolle wies Parallelen zu Rusts eigenem Leben auf; Rust war selbst für ein Schüleraustauschjahr in Australien. Im August 2014 gab Rust nach vier Jahren seinen Ausstieg aus GZSZ bekannt. Im Oktober 2014 war Rusts letzter Drehtag, in der Serie war er noch bis Ende 2014 zu sehen.
Wenige Monate nach seinem Einstieg bei GZSZ war Rust Co-Moderator bei The Dome in Ludwigsburg.
Seit April 2015 ist Rust als Christopher „Kris“ Haas (Folge 687–703 als Sozialdienstleistender; ab Folge 704 als Auszubildender Gesundheits- und Krankenpfleger; ab Folge 812 als Gesundheits- und Krankenpfleger) in der Fernsehserie In aller Freundschaft zu sehen. In dem Märchenfilm Das Märchen von den zwölf Monaten, der im Rahmen der ARD-Reihe „Sechs auf einen Streich“ an Weihnachten 2019 erstausgestrahlt wurde, verkörperte Rust die männliche Hauptrolle des jungen Kochs Valentin.
Rust ist außerdem Musiker. Er lebt in Berlin.

## Filmografie (Auswahl)
- 2011–2014: Gute Zeiten, schlechte Zeiten (Fernsehserie)
- seit 2015: In aller Freundschaft (Fernsehserie)
- 2015–2016: Der Lehrer (Fernsehserie; 6 Folgen)
- 2016: Dahoam is Dahoam (Fernsehserie)
- 2016: Verrückt nach Fixi (Kinofilm)
- 2017: Der gleiche Himmel (Fernsehfilm)
- 2017: Bettys Diagnose (Fernsehserie; Folge: Verlustängste)
- 2017, 2020: SOKO München (Fernsehserie; Folgen: Mädchenträume, Einbruch, Tod in Bestzeit)
- 2017: In aller Freundschaft – Die jungen Ärzte (Fernsehserie; Folge: Horizonterweiterung)
- 2018: SOKO Leipzig (Fernsehserie; Folge: Toy Boy)
- 2018: In aller Freundschaft: Zwei Herzen (Spielfilm)
- 2019: Alarm für Cobra 11 – Die Autobahnpolizei (Fernsehserie; Folge: Die Wächter von Engonia)
- 2019: Sweethearts (Kinofilm)
- 2019: In aller Freundschaft – Die jungen Ärzte (Fernsehserie; Folge: Abwege)
- 2019: Das Märchen von den zwölf Monaten (Fernsehfilm)
- 2020: Takeover – Voll Vertauscht (Kinofilm)
- 2021: Biohackers (Fernsehserie)
- 2022: Bettys Diagnose (Fernsehserie; Folge: Dilemma)
- 2025: Tierärztin Dr. Mertens (Fernsehserie; Folge: Ein großes Versprechen)